# Torrent del Grau (Guixers)
|  | Aquest article tracta sobre el curs fluvial de la Vall de Lord (Solsonès). Vegeu-ne altres significats a «Torrent del Grau». |

El Torrent del Grau és un afluent per la dreta de l'Aigua de Valls, a la Vall de Lord, que transcorre íntegrament pel terme municipal de Guixers. Aquest torrent no té cap afluent.